# Видео игрице у Пољској
Пољска је главно тржиште видео игара и дом једне од највећих индустрија видео игара на свету. ЦД Пројект, програмер The Witcher и Cyberpunk 2077, налази се у Пољској. Значајан део пољске популације игра видео игрице, а Пољска је дом тржишта е-спорта у развоју.

## Маркет
Од 2021. године, 97% потрошње на видео игрице у Пољској се троши на стране наслове. Пољско тржиште игара је било процењено на око 924,2 милиона долара у 2020, а тржиште еспорта процењено је на 11,5 милиона долара. Од локализација игара на Стиму-у, пољски се обично налази између 9. или 10. најпопуларнијих језика локализације. У Пољској има 20 милиона играча за видео игре; у овој групи преко 80% су одрасли и око 49% жене. Пољско тржиште видео игара је описано као произашло из праксе трговања пиратским видео играма као начина доживљавања западне културе под Народном Републиком Пољском. Пољска је домаћин еспорт турнира  Intel Extreme Masters, који привлачи стотине милиона гледалаца. Међу пољским грађанима заинтересованим за еспорт, ФИФА, League of Legends и Counter-strike су биле најпопуларније игре од 2020. Значајни играчи еспорта из Пољске су Counter-strike играч НЕО и Quake играч Ав3к.

## Развој
Од 2021. године, 96% прихода у пољској индустрији игара долази од извоза видео игара у стране земље, а пољска индустрија игара запошљавала је 12.110 људи у 470 компанија за игре. Највећа компанија за видео игре у Пољској је ЦД Пројект. ЦД Пројект је најпознатији по развоју акционих игара улога, као што су серијал видео игрица The Witcher и Cyberpunk 2077 . ЦД Пројект такође управља глобалном платформом за дистрибуцију видео игара GOG.com. У 2019, Пољска је била највећи извозник видео игара у Европи и четврти по величини у свету, углавном због успеха The Witcher. Пољска влада је инвестирала у индустрију видео игара у земљи и види је као средство за раст. Велики нагласак на математици у пољском школском програму такође је заслужан за успех пољске индустрије видео игрица.
Неколико других пољских студија за видео игре развило је видео игре за међународно признање. Flying Wild Hog је програмер серије Shadow Warrior. Techland  је био програмер  Call of Juarez, Dead Island, and Dying Light. Bloober Team је развио неколико хорор игара, укључујући  Layers of Fear and The Medium. Ten Square Games је развио неколико успешних мобилних игара. 11 Bit Studios је био програмер This War of Mine and Frostpunk. Пољска влада ставила је This War of Mine  на званичну школску лектиру 2020. године, чиме је постала прва видео игрица коју је национална влада ставила на такву листу. Пољска индустрија развоја игара је похваљена због доприноса и ширења пољске културне баштине.

### Значајне пољске видео игрице
Ово је листа значајних видео игара које су првенствено развијене у Пољској и продате најмање милион јединица:
| Наслов                            | Датум изласка      | Програмер      | Ref    |
| --------------------------------- | ------------------ | -------------- | ------ |
| Cyberpunk 2077                    | 10. децембар 2020. | CD Projekt Red | [ 14 ] |
| Dead Island                       | 6. септембар 2011. | Techland       | [ 15 ] |
| Dying Light                       | 27. јануар 2015.   | Techland       | [ 16 ] |
| Dying Light 2                     | 4. фебруар 2022.   | Techland       | [ 16 ] |
| Frostpunk                         | 24. април 2018.    | 11 Bit Studios | [ 17 ] |
| Outriders                         | 1. април 2021.     | People Can Fly | [ 18 ] |
| Superhot                          | 25. фебруар 2016.  | Superhot Team  | [ 19 ] |
| Superhot VR                       | 5. децембар 2016.  | Superhot Team  | [ 20 ] |
| This War of Mine                  | 14. новембар 2014. | 11 Bit Studios |        |
| The Witcher                       | 26. октобар 2007.  | CD Projekt Red | [ 21 ] |
| The Witcher 2: Assassins of Kings | 17. мај 2011.      | CD Projekt Red | [ 22 ] |
| The Witcher 3: Wild Hunt          | 19. мај 2015.      | CD Projekt Red | [ 14 ] |